# Fatuteta
Fatuteta is een bestuurslaag in het regentschap Kupang van de provincie Oost-Nusa Tenggara, Indonesië. Fatuteta telt 602 inwoners (volkstelling 2010).